# Nowaja Majna
Nowaja Majna (ros. Новая Майна) – osiedle typu miejskiego w Rosji, w obwodzie uljanowskim, w rejonie melekeskim. W 2010 liczyło 5948 mieszkańców, wśród których 3991 zadeklarowało narodowość rosyjską, 53 ukraińską, 8 białoruską, 8 niemiecką, 3 mołdawską, 19 ormiańską, 6 tabasarańską, 4 tadżycką, 20 jezydzką, 7 romską, 365 tatarską, 5 baszkirską, 1201 czuwaską, 4 azerską, 4 uzbecką, 219 mordwińską, 6 koreańską, a 24 osoby nie wskazały żadnej.